# 하니 레보른
하니 레보른(독일어: Hanni Rehborn, 1907년 11월 20일 ~ 1987년 11월 30일)은 1928년 하계 올림픽에 참가한 독일의 다이빙 선수였다. 그녀는 10m 플랫폼 경기에서 6위를 했다. 그녀의 오빠 율리우스는 올림픽 다이빙 선수였고 그녀의 언니 아니는 올림픽 수영 선수였다.